# یارا جبران
یارا جبران (انگلیسی: Yara Goubran؛ زادهٔ ۱۲ آوریل ۱۹۸۲) هنرپیشه و بازیگر سینما اهل مصر است.
از فیلم‌ها یا برنامه‌های تلویزیونی که وی در آن نقش داشته‌است می‌توان به ۶۷۸ اشاره کرد.